# ناوشکن کلاس اولند
دیسترویر کلاس اولند (به انگلیسی: Öland-class destroyer) یک کلاس از کشتی است که طول آن ۱۱۱ متر (۳۶۴ فوت) می‌باشد.